# Cubaanse peso
De Cubaanse peso is de munteenheid van Cuba. Eén peso bestaat uit 100 centavo.
Naast de Cubaanse peso werd tot 1 januari 2021 ook nog een andere munteenheid gebruikt: de Convertibele peso (CUC). 